# Liste der Wappen in der Provinz Lodi
Die Liste der Wappen in der Provinz Lodi beinhaltet alle in der Wikipedia gelisteten Wappen der Orte in der Provinz Lodi in der Region Lombardei in Italien. In dieser Liste werden die Wappen mit dem Gemeindelink angezeigt. 

## Wappen der Provinz Lodi

Provinz Lodi
Lage der Provinz in Italien

## Wappen der Gemeinden der Provinz Lodi

Abbadia Cerreto
Bertonico
Boffalora d’Adda
Borghetto Lodigiano
Borgo San Giovanni
Brembio
Casaletto Lodigiano
Casalmaiocco
Casalpusterlengo
Caselle Landi
Caselle Lurani
Castelgerundo
Castelnuovo Bocca d’Adda
Castiglione d’Adda
Castiraga Vidardo
Cavenago d’Adda
Cervignano d’Adda
Codogno
Comazzo
Cornegliano Laudense
Corno Giovine
Cornovecchio
Corte Palasio
Crespiatica
Fombio
Galgagnano
Graffignana
Guardamiglio
Livraga
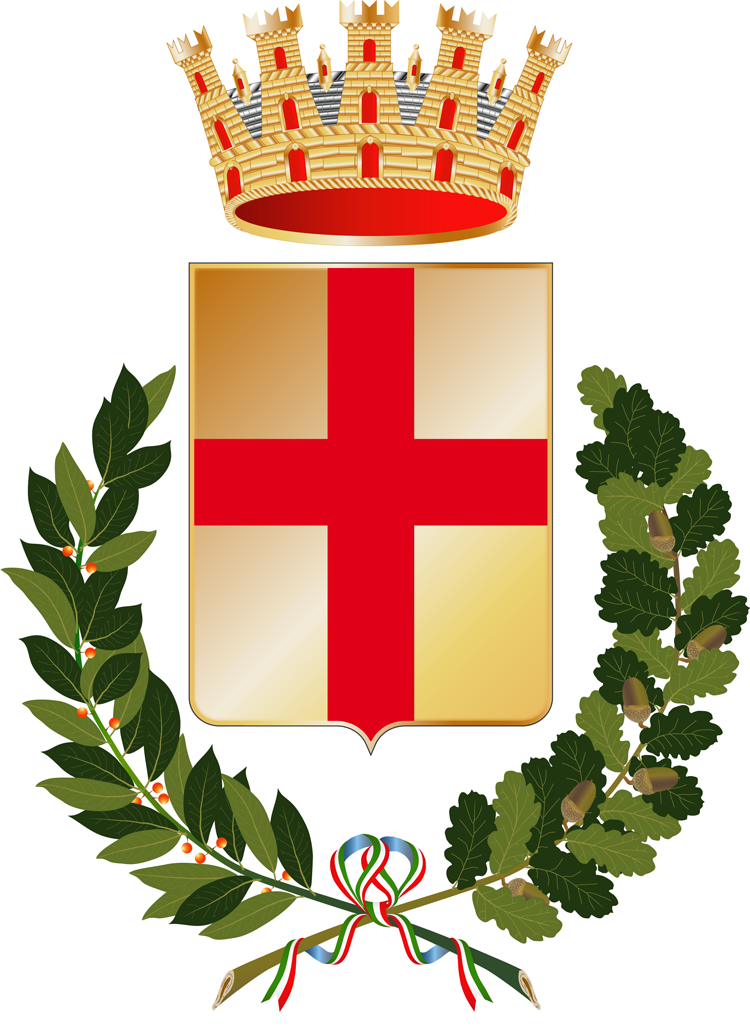
Lodi
Lodi Vecchio
Maccastorna
Mairago
Maleo
Marudo
Massalengo
Meleti
Merlino
Montanaso Lombardo
Mulazzano
Orio Litta
Ospedaletto Lodigiano
Ossago Lodigiano
Pieve Fissiraga
Salerano sul Lambro
San Fiorano
San Martino in Strada
San Rocco al Porto
Sant’Angelo Lodigiano
Santo Stefano Lodigiano
Secugnago
Senna Lodigiana
Somaglia
Sordio
Tavazzano con Villavesco
Terranova dei Passerini
Turano Lodigiano
Valera Fratta
Villanova del Sillaro
Zelo Buon Persico